# V.League Top Match 2006 (maschile)
Il V.League Top Match 2006 si è svolto dal 22 al 23 aprile 2006: al torneo hanno partecipato due squadre di club giapponesi e due squadre di club sudcoreane; la vittoria finale è andata per la prima volta al Samsung Bluefangs Volleyball Club.

## Regolamento
La competizione prevede che vi prendano parte 4 squadre: 2 provenienti dalla V-League sudcoreana e due provenienti dalla V.Premier League giapponese. È previsto un round-robin nel quale però non si scontrano le formazioni provenienti dallo stesso campionato. Ogni vittoria vale un punto. Vince la squadra che ottiene più vittorie, ma, in caso di arrivo a pari punti, viene preso in considerazione prima il quoziente punti e poi, eventualmente, il quoziente set.

## Partecipanti
- Samsung Bluefangs
- Hyundai Skywalkers
- Sakai Blazers
- Suntory Sunbirds

## Torneo

### Risultati
| 22 aprile 2006 Olympic Gymnastics Arena, Seul Durata: 1h:37 - Spettatori: 2 100 | Hyundai Skywalkers | 1 - 3 | Sakai Blazers    | 25-23, 23-25, 23-25, 22-25 |
| 22 aprile 2006 Olympic Gymnastics Arena, Seul Durata: 1h:35 - Spettatori: 2 600 | Samsung Bluefangs  | 3 - 1 | Suntory Sunbirds | 25-23, 22-25, 25-23, 25-21 |
| 23 aprile 2006 Olympic Gymnastics Arena, Seul Durata: 1h:14 - Spettatori: 2 000 | Samsung Bluefangs  | 3 - 0 | Sakai Blazers    | 27-25, 25-15, 30-28        |
| 23 aprile 2006 Olympic Gymnastics Arena, Seul Durata: 1h:12 - Spettatori: 2 700 | Hyundai Skywalkers | 3 - 0 | Suntory Sunbirds | 25-14, 25-22, 32-30        |

### Classifica
| Pos. | Squadra            | Pt | G | V | P | SV | SP | Ratio | PF  | PS  | Ratio |
| ---- | ------------------ | -- | - | - | - | -- | -- | ----- | --- | --- | ----- |
| 1.   | Samsung Bluefangs  | 2  | 2 | 2 | 0 | 6  | 1  | 6.000 | 179 | 160 | 1.118 |
| 2.   | Hyundai Skywalkers | 1  | 2 | 1 | 1 | 4  | 3  | 1.333 | 175 | 164 | 1.067 |
| 3.   | Sakai Blazers      | 1  | 2 | 1 | 1 | 3  | 4  | 0.750 | 166 | 175 | 0.948 |
| 4.   | Suntory Sunbirds   | 0  | 2 | 0 | 2 | 1  | 6  | 0.166 | 158 | 179 | 0.882 |